# Los peores años de nuestra vida
Pour plus de détails, voir Fiche technique et Distribution.
Los peores años de nuestra vida est un film espagnol réalisé par Emilio Martínez-Lázaro, sorti en 1994.

## Synopsis
Alberto, un jeune homme romantique, ne parvient pas à trouver une petite amie. Il demande conseil à son frère, le séduisant Roberto.

## Fiche technique
- Titre : Los peores años de nuestra vida
- Réalisation : Emilio Martínez-Lázaro
- Scénario : David Trueba
- Musique : Michel Camilo
- Photographie : José Luis López-Linares
- Montage : Iván Aledo
- Production : Cristina Huete
- Société de production : Fernando Trueba Producciones Cinematográficas, Iberoamericana Films Producción, Kaplan
- Pays :  Espagne
- Genre : Comédie romantique
- Durée : 100 minutes
- Dates de sortie : 
  - Espagne : 9 septembre 1994

## Distribution
- Gabino Diego : Alberto
- Ariadna Gil : María
- Jorge Sanz : Roberto
- Agustín González : le père
- Maite Blasco : la mère
- Jesús Bonilla : Santos
- Carme Elías : Carola
- Ayanta Barilli : Rosy
- Jorge de Juan : Santiago
- Mónica López : Marisa
- María Adánez : Sara
- Mercedes Lezcano : Carmen
- Begoña Valle : la mère de Laura
- Jaime Linares : Jaime

## Distinctions
Le film a été nommé pour quatre prix Goya et a remporté celui du meilleur son.